# Dynasty (Kiss)
| Recensione      | Giudizio |
| --------------- | -------- |
| AllMusic        | [ 2 ]    |
| Rolling Stone   | [ 10 ]   |
| Pitchfork       | [ 11 ]   |
| Vista Records   | [ 12 ]   |
| TrueMetal       | 70/100   |
| Metal Nightfall | [ 14 ]   |

Dynasty è il settimo album discografico del gruppo musicale statunitense Kiss, pubblicato nel 1979 dall'etichetta discografica Casablanca Records.

## Il disco
Il parziale insuccesso degli album solisti pubblicati in contemporanea e delle operazioni ad essi correlate (tra cui il film Kiss Meets the Phantom of the Park) spinse i Kiss a tornare immediatamente in studio per registrare del nuovo materiale inedito: dopo un tentativo fallito di contattare Giorgio Moroder, si decise di affidare la produzione del disco (annunciato con la locuzione The Return of Kiss) a Vini Poncia, già occupatosi dell'album solista di Peter Criss. Il produttore, fu scelto per snellire le tensioni all'interno del gruppo, derivanti sia dal pessimo stato di salute del chitarrista Frehley (appena reduce da un incidente stradale e dipendente da alcool e droghe), e sia dalle continue problematiche con Peter Criss, che abbandonerà il gruppo, rimpiazzato dal turnista Anton Fig (già collaboratore di Ace Frehley nel suo album solista) che suonerà in tutti i brani ad eccezione di Dirty Livin'.
Il disco, che vede una presenza maggiore di Ace Frehley come voce solista (canta in tre tracce tra cui 2,000 Man, cover dei Rolling Stones), presenta delle sonorità molto vicine a quelle della musica disco, in particolare nel brano I Was Made for Lovin' You, scelto come singolo di lancio (verrà pubblicato tre giorni prima dell'effettiva uscita del disco, avvenuta il 23 maggio 1979). Ciò comportò un successo di vendite che andò ben oltre le aspettative (negli Stati Uniti arrivò sino al nono posto della Billboard 200 e fu certificato con il disco d'oro a neanche due settimane dal lancio ottenendo quello di platino dopo tre mesi) e che valse al gruppo la fama mondiale (l'album entrò nelle prime posizioni delle classifiche in diversi Paesi europei e in Oceania).

## Tracce
Lato A
1. I Was Made for Lovin' You – 4:30 (Stanley, Child, Poncia) – Voce solista: Paul Stanley
2. 2,000 Man – 4:54 (Mick Jagger, Keith Richards) – Voce solista: Ace Frehley
3. Sure Know Something – 4:00 (Stanley, Poncia) – Voce solista: Paul Stanley
4. Dirty Livin' – 4:19 (Criss, Penridge) – Voce solista: Peter Criss

Lato B
1. Charisma – 4:25 (Simmons, Marks) – Voce solista: Gene Simmons
2. Magic Touch – 4:41 (Stanley) – Voce solista: Paul Stanley
3. Hard Times – 3:30 (Frehley) – Voce solista: Ace Frehley
4. X-Ray Eyes – 3:46 (Simmons) – Voce solista: Gene Simmons
5. Save Your Love – 4:41 (Frehley) – Voce solista: Ace Frehley

## Formazione
Gruppo
- Gene Simmons - basso su Sure Know Something, Dirty Livin, Charisma e X-Ray Eyes, voce
- Paul Stanley - chitarra ritmica, chitarra solista in Sure Know Something; basso in I Was Made for Lovin' You, Magic Touch, voce
- Ace Frehley - chitarra solista, basso, voce in 2,000 Man, Hard Times e Save Your Love
- Peter Criss - batteria, percussioni, voce in Dirty Livin'

Altri musicisti
- Anton Fig - batteria eccetto in Dirty Livin'
- Vini Poncia - cori in I Was Made for Lovin' You e Sure Know Something; tastiere in I Was Made for Lovin' You e X-Ray Eyes.

Produzione
- Jay Messina - missaggio
- John Mathias - tecnico audio
- Jim Galante - tecnico audio
- Francesco Scavullo - grafica[15]

## Vendite

### Certificazioni
| Nazione             | Certificazione | Vendite   | Data ultima certificazione | Note  |
| ------------------- | -------------- | --------- | -------------------------- | ----- |
| RIAA U.S.A.         | Platino        | 1.000.000 | 10 luglio 1979             | [ 9 ] |
| Music Canada Canada | 2× Platino     | 200.000   | 1º novembre 1979           | [ 7 ] |

### Classifiche
| Nazione     | Classifica                 | Massima posizione |
| ----------- | -------------------------- | ----------------- |
| Stati Uniti | U.S. Billboard LPs & Tapes | 9                 |
| Regno Unito | Official Albums Chart      | 50                |

## Edizioni
- 23 maggio 1979 - LP, Casablanca Records NBLP-7152, USA
- 1979 - LP, Casablanca Records NBLP-7152, Australia[24]
- 1979 - MC, Casablanca Records 4NBLP-7152, Australia[24]
- 1979 - LP, Casablanca Records VIP-6678, Giappone[25]
- luglio 1985 - LP, Casablanca/PolyGram 812-770-1/4, USA
- luglio 1987 - CD, Casablanca/Polygram 812-770-2, USA
- 7 ottobre 1997 - CD, Mercury 532-388-2/4, USA